# Муезерка (станция)
Муезе́рка — промежуточная железнодорожная станция Октябрьской железной дороги на 236,1 км между перегонами Сонозеро — Муезерка — Ледмозеро.

## Общие сведения
Станция территориально расположена на западе посёлка городского типа Муезерский, административного центра Муезерского района Карелии. Сдана в эксплуатацию в октябре 1963 года в составе второй очереди Западно-Карельской магистрали. В настоящее время (2019 год) на станции функционирует только пост ЭЦ, обеспечивая автоблокировку. Эксплуатируется исключительно боковой путь. К чётной (южной) горловине станции подходит неиспользуемый подъездной путь к воинской части. Также ранее к нечётной (северной) горловине примыкали подъездные пути от Муезерскому леспромхоза . Существует угроза полной ликвидации путевого развития.
На 2025 год эксплуатируются 2 пути,3 путь закрыт,на станции происходит скрещение поездов
Станция оборудована новым пассажирским павильоном. Пассажирское здание закрыто, билетная касса не работает. Билеты приобретаются в штабном вагоне у начальника поезда. На станции останавливаются все проходящие пассажирские поезда.

## Пассажирское движение
По состоянию на 2019 год по станции проходят пассажирские поезда дальнего следования: № 680 сообщением Петрозаводск — Костомукша — Петрозаводск и № 350 сообщением Санкт-Петербург — Костомукша — Санкт-Петербург.
| Сезонное обращение поездов                  |
| ------------------------------------------- |
| Костомукша — Петрозаводск № 680А            |
| Петрозаводск — Костомукша № 680Ч            |
| Костомукша — Анапа № 680А (Бесперес. вагон) |
| Анапа — Костомукша № 293С (Бесперес. вагон) |

| Круглогодичное обращение поездов                    |
| --------------------------------------------------- |
| Костомукша — Санкт-Петербург № 350В                 |
| Санкт — Петербург-Костомукша № 350А                 |
| Костомукша — Петрозаводск № 350В (Бесперес. вагоны) |
| Петрозаводск — Костомукша № 682А (Бесперес. вагоны) |

| Пригородное обращение по станции |
| -------------------------------- |
| Костомукша — Лендеры № 6674/6673 |
| Лендеры — Костомукша № 6671/6672 |

## Галерея
- Станция Муезерка
- Здание ПЧ и багажная платформа.
- Пост ЭЦ.
- Пути станции. Вид на север, в сторону ст. Ледмозеро.